# フアン・マヌエル・ラモス
フアン・マヌエル・ラモス・ピントス（Juan Manuel Ramos Pintos、1996年9月1日）は、ウルグアイ・モンテビデオ出身のサッカー選手。CAペニャロール所属。ポジションはDF。